# Janne Lahtela
Janne Petteri Lahtela (Kemijärvi, 28 febbraio 1974) è un ex sciatore freestyle finlandese.

## Biografia
Attivo in gare FIS dal 1987 e specializzato nelle gobbe, Lahtela ha esordito in Coppa del Mondo il 6 dicembre 1990, classificandosi 49º a Tignes nella gara vinta dal francese Éric Berthon. Il 9 marzo 1998 ha ottenuto il suo primo, giungendo 3º a Hundfjället alle spalle dello statunitense Jonny Moseley e dello svedese Jesper Rönnbäck. Il 30 gennaio 1990 ha vinto la sua prima gara nel massimo circuito, imponendosi a Blackcomb.
In carriera ha preso parte a cinque edizioni dei Giochi olimpici invernali, vincendo la medaglia d'oro nelle gobbe a Salt Lake City 2002 e quella d'argento, sempre nelle gobbe, a Nagano 1998. Inoltre ha partecipato a sei rassegne iridate, vinecendo un oro e un argento a Meiringen-Hasliberg 1999

## Palmarès

### Olimpiadi
- 2 medaglie:
  - 1 oro (gobbe a Salt Lake City 2002)
  - 1 argento (gobbe a Nagano 1998)

### Mondiali
- 2 medaglie:
  - 1 oro (gobbe a Meiringen-Hasliberg 1999)
  - 1 argento (gobbe in parallelo a Meiringen-Hasliberg 1999)

### Coppa del Mondo
- Vincitore della Coppa del Mondo di freestyle nel 2000
- Vincitore della Coppa del Mondo generale di gobbe nel 1999, nel 2000 e nel 2004
- Vincitore della Coppa del Mondo di gobbe in parallelo nel 2000 e nel 2003
- 42 podi:
  - 22 vittorie
  - 10 secondi posti
  - 10 terzi posti

### Coppa del Mondo - vittorie
| Data             | Località             | Paese       | Specialità |
| ---------------- | -------------------- | ----------- | ---------- |
| 30 gennaio 1999  | Blackcomb            | Canada      | MO         |
| 17 febbraio 1999 | Inawashiro           | Giappone    | MO         |
| 20 febbraio 1999 | Madarao              | Giappone    | MO         |
| 5 dicembre 1999  | Blackcom             | Canada      | DM         |
| 8 gennaio 2000   | Deer Valley          | Stati Uniti | MO         |
| 15 gennaio 2000  | Mont-Tremblant       | Canada      | MO         |
| 22 gennaio 2000  | Heavenly Valley      | Stati Uniti | MO         |
| 5 febbraio 2000  | Inawashiro           | Giappone    | MO         |
| 15 marzo 2000    | Livigno              | Italia      | MO         |
| 16 marzo 2000    | Livigno              | Italia      | DM         |
| 14 dicembre 2000 | Tignes               | Francia     | MO         |
| 12 gennaio 2001  | Mont-Tremblant       | Canada      | MO         |
| 3 febbraio 2001  | Inawashiro           | Giappone    | MO         |
| 6 gennaio 2002   | Oberstdorf           | Germania    | MO         |
| 25 gennaio 2003  | Fernie               | Canada      | DM         |
| 1º marzo 2003    | Voss                 | Norvegia    | MO         |
| 6 dicembre 2003  | Ruka                 | Finlandia   | MO         |
| 19 dicembre 2003 | Madonna di Campiglio | Italia      | MO         |
| 17 gennaio 2004  | Lake Placid          | Stati Uniti | MO         |
| 31 gennaio 2004  | Deer Valley          | Stati Uniti | DM         |
| 14 marzo 2004    | Sauze d'Oulx         | Italia      | MO         |
| 16 dicembre 2004 | Tignes               | Francia     | MO         |

Legenda:

MO = Gobbe

DM = Gobbe in parallelo